# Jälluntofta socken
Jälluntofta socken i Småland ingick i Västbo härad i Finnveden och i Jönköpings län, ingår sedan 1974 i Hylte kommun i Hallands län och motsvarar från 2016 Jälluntofta distrikt.
Socknens areal är 50,61 kvadratkilometer, varav land 41,55. År 2000 fanns här 81 invånare. Kyrkbyn Jälluntofta med sockenkyrkan Jälluntofta kyrka ligger i socknen. 

## Administrativ historik
Jälluntofta socken har medeltida ursprung.
Vid kommunreformen 1862 övergick socknens ansvar för de kyrkliga frågorna till Jälluntofta församling för de borgerliga frågorna till Jälluntofta landskommun i Jönköpings län. Landskommunen inkorporerades 1952 i Unnaryds landskommun, som sedan 1974 uppgick i Hylte kommun och samtidigt ändrade länstillhörighet till Hallands län. 
Församlingen uppgick 1 januari 2010 i Unnaryds församling.
1 januari 2016 inrättades distriktet Jälluntofta, med samma omfattning som församlingen hade 1999/2000.  
Socknen har tillhört samma fögderier och domsagor som Västbo härad. De indelta soldaterna tillhörde Jönköpings regemente, Norra Västbo kompani.

## Geografi och natur
Jälluntofta socken ligger kring  sjönJällunden. Socknen är en kuperad mossrik skogsbygd. Näst största insjö är Tannsjön som delas med Ås och Kållerstads socknar i Gislaveds kommun.
Sikö naturreservat är ett kommunalt naturreservat.
En sätesgård var Simmarydsnäs säteri.

## Fornminnen
Ett par stenåldersboplatser, några spridda järnåldersgravar och tre gravfält är kända.

## Namnet
Namnet (1268 Jäluntomptom), taget från kyrkbyn, har förledet sjönamnen Jällunden och efterledet tomt/tofta.

## Befolkningsutveckling
Befolkningen ökade från 321 1810 till 466 1880 varefter den minskade stadigt till 105 1990.
| Befolkningsutvecklingen i Jälluntofta socken 1810–1990                                                  | Befolkningsutvecklingen i Jälluntofta socken 1810–1990 | Befolkningsutvecklingen i Jälluntofta socken 1810–1990 | Befolkningsutvecklingen i Jälluntofta socken 1810–1990 | Befolkningsutvecklingen i Jälluntofta socken 1810–1990 |
| --- | ------------------------------------------------------ | ------------------------------------------------------ | ------------------------------------------------------ | ------------------------------------------------------ |
| |                                                        |                                                        |                                                        |                                                        |
| År |                                                        |                                                        | Folkmängd                                              |                                                        |
| 1810 | 1810                                                   |                                                        | 321                                                    |                                                        |
| 1820 | 1820                                                   |                                                        | 330                                                    |                                                        |
| 1830 | 1830                                                   |                                                        | 346                                                    |                                                        |
| 1840 | 1840                                                   |                                                        | 375                                                    |                                                        |
| 1850 | 1850                                                   |                                                        | 398                                                    |                                                        |
| 1860 | 1860                                                   |                                                        | 370                                                    |                                                        |
| 1870 | 1870                                                   |                                                        | 422                                                    |                                                        |
| 1880 | 1880                                                   |                                                        | 466                                                    |                                                        |
| 1890 | 1890                                                   |                                                        | 435                                                    |                                                        |
| 1900 | 1900                                                   |                                                        | 424                                                    |                                                        |
| 1910 | 1910                                                   |                                                        | 386                                                    |                                                        |
| 1920 | 1920                                                   |                                                        | 353                                                    |                                                        |
| 1930 | 1930                                                   |                                                        | 377                                                    |                                                        |
| 1940 | 1940                                                   |                                                        | 319                                                    |                                                        |
| 1950 | 1950                                                   |                                                        | 272                                                    |                                                        |
| 1960 | 1960                                                   |                                                        | 214                                                    |                                                        |
| 1970 | 1970                                                   |                                                        | 164                                                    |                                                        |
| 1980 | 1980                                                   |                                                        | 113                                                    |                                                        |
| 1990 | 1990                                                   |                                                        | 105                                                    |                                                        |
| Anm: Källor: Umeå universitet - Tabellverket 1749-1859, Demografiska databasen, CEDAR, Umeå universitet |                                                        |                                                        |                                                        |                                                        |